# Doug Eyolfson
Doug Eyolfson (né en 1963 à Winnipeg) est un homme politique canadien. Membre du parti libéral du Canada, il est élu dans la circonscription de Charleswood—St. James—Assiniboia—Headingley durant les élections fédérales de 2015 en battant le conservateur Steven Fletcher. Quatre ans plus tard, les conservateurs reprennent le siège en défaisant Eyolfson lors du scrutin de 2019. Marty Morantz le remplace. Eyolfson est physicien de formation. Après un échec en 2021, il parvient à reprendre le siège de député à la suite des élections de 2025.